# فرانک کیهو
فرانک کیهو (انگلیسی: Frank Kehoe; تاریخ ورودی نامعتبر است – تاریخ ورودی نامعتبر است) شیرجه‌رو، و بازیکن واترپلو اهل ایالات متحده آمریکا بود.